# Decherd
Decherd est une municipalité américaine située dans le comté de Franklin au Tennessee.
Selon le recensement de 2010, Decherd compte 2 361 habitants. La municipalité s'étend alors sur une superficie de 4,75 milles carrés (12,3 km2).
La localité est fondée au milieu du XIXe siècle lors de l'arrivée du Nashville and Chattanooga Railroad. Elle doit son nom à la famille Decherd dont plusieurs membres vivaient dans la région. Decherd devient une municipalité le 22 avril 1901.